# Kay Werner Nielsen
Kay Werner Nielsen, född den 28 maj 1921 i Århus, död den 13 mars 2014 i Köpenhamn, var en dansk bancyklist som var professionell från 1947 till 1961. Under karriären vann han fjorton sexdagarslopp (åtta av dem med Palle Lykke Jensen) och blev dansk mästare i individuellt förföljelselopp tretton år i rad (1948–1960). Därtill tog han ett silver och två brons i individuellt förföljelselopp 5000 m vid världsmästerskapen, samt ett silver och ett brons i madison vid europamästerskapen.
Efter karriären var Nielsen under en period ordförande i Dansk Professionelt Cykle Forbund och från 1977 till 1983 var han sportchef för Forum København (där Köpenhamns sexdagars kördes fram till och med 1999 och som han själv vunnit fyra gånger). Privat drev han en bensinstation i Köpenhamn.

## Meriter - Bancykling

### Mästerskap
| 1951 3:a i individuellt förföljelselopp 5000 m 1953 2:a i individuellt förföljelselopp 5000 m 1956 3:a i individuellt förföljelselopp 5000 m | 1956/1957 3:a i madison med Evan Klamer 1958/1959 2:a i madison med Palle Lykke Jensen |

### Sexdagarslopp
Nedan listas Nielsens segrar i sexdagarslopp:
| 1951/1952 Köpenhamn med Oscar Plattner 1952/1953 Köpenhamn med Lucien Gillen 1954/1955 Århus med Evan Klamer 1955/1956 Köpenhamn med Evan Klamer Zürich med Gerrit Schulte 1956/1957 Frankfurt med Evan Klamer | 1957/1958 Århus med Palle Lykke Jensen 1958/1859 Dortmund med Palle Lykke Jensen 1959/1960 Frankfurt med Palle Lykke Jensen Berlin med Palle Lykke Jensen Köpenhamn med Palle Lykke Jensen 1960/1961 Frankfurt med Palle Lykke Jensen Zürich med Palle Lykke Jensen Århus med Palle Lykke Jensen |